# Короткий номер
Коро́ткие номера́ — специальные телефонные номера, имеющие существенно меньшую длину, чем стандартные номера телефонной сети. Используются в основном для вызова экстренных служб и оказания платных услуг. В отличие от обычных телефонных номеров, действуют только внутри сегмента стационарной сети или мобильного оператора.

## Стационарные сети
Стационарные телефонные номера представляют собой префиксный код — например, если существует номер 1234, то не должно существовать начинающихся на 1234 номеров. Короткие номера имеют экстренные службы, справочная служба, служба точного времени и иногда такси.

## Сотовые сети
В отличие от стационарных сетей, в сотовых сетях допустимы любые комбинации цифр. Поэтому короткие номера часто применяются как самим оператором, так и различными коммерческими службами.
Когда абонент совершает звонок на короткий номер, АТС оператора заменяет его на обычный, «длинный» номер согласно собственной таблице трансляции. Звонки при этом совершаются по принципу CPP (платит звонящий), а в CDR записывается оба номера: и короткий, и длинный.
SMS, отправленная на короткий номер, попадает вначале в SMS-центр, который отдаёт её внешней стороне с помощью подключения по протоколу SMPP, через SMS-шлюз или по собственному протоколу компании-оператора. Пришедший ответ в виде SMS или MMS доставляется обратно отправителю. Плата взимается, как правило, за сам факт отправки SMS отправителем, а не за получение им ответа.

## Коммерческое использование
Короткие номера получили в России широкое распространение как инструмент оплаты мобильного и веб-контента. При этом SMS-платежи имеют следующие особенности:
- использование компаний-посредников, т. н. контент-провайдеров или агрегаторов.
- высокая комиссия оператора — до 50 % от платежа;
- ограниченная сумма платежа — не более 300 рублей.

## Мошенничество
Участились случаи недобросовестной рекламы услуг с оплатой через СМС на короткий номер: мошенники указывают цены за услуги в десятки раз меньше реальных. Обычно пользователю предлагается изучить содержание СМС сообщений и список входящих и исходящих звонков интересующего абонента.
В ответ крупные операторы запустили сервисы, позволяющие узнать действительную стоимость отправки СМС на короткие номера.